# Ulla Dahlerup
Ulla Dahlerup (født 21. marts 1942) er forfatter og journalist.
Opvokset på Testrup Højskole sammen med sine to søstre Pil og Drude, hvor forældrene, højskoleforstander Erik Dahlerup (1909-2002) og lektor Elin Høgsbro Appel (1913-80), var lærere.
Hun er medlem af Dansk Folkeparti, og var opstillet som nummer to på listen til Europaparlamentet, men blev ikke valgt ind.
Udover at være forfatter og journalist var hun også en del af Rødstrømpebevægelsen, der var en kvindebevægelse tilbage i 1960'erne og -70'erne. De kæmpede blandt andet for at få indført fri abort og mere ligestilling i Danmark, da der blev ment det var uretfærdigt, at mænd skulle have mere i løn end kvinder.
Ulla Dahlerup har tidligere tiltrukket sig stor medieopmærksomhed på grund af sit ekstreme sprogbrug. I en årsmødetale til Dansk Folkepartis årsmøde i 2003 sagde hun eksempelvis, at kulturradikale "minder mig om lugten af gammelt blomstervand".